# Sidi Ali Benyoub
Sidi Ali Benyoub (em árabe: سيدي على بن يوب), também escrito Sidi Ali Ben Youb, é uma comuna localizada na província de Sidi Bel Abbès, Argélia. De acordo com o censo de 2008, a população total da cidade era de 11 654 habitantes.